# 1527
| 1527               |
| ------------------ |
| Dødsfald - Fødsler |
|                    |

| Gregoriansk kalender | 1527 MDXXVII            |
| Ab urbe condita      | 2280                    |
| Armensk kalender     | 976 ԹՎ ՋՀԶ              |
| Kinesiske kalender   | 4223 – 4224 丙戌 – 丁亥 |
| Etiopisk kalender    | 1519 – 1520             |
| Jødisk kalender      | 5287 – 5288             |
| Hindukalendere       |                         |
| - Vikram Samvat      | 1582 – 1583             |
| - Shaka Samvat       | 1449 – 1450             |
| - Kali Yuga          | 4628 – 4629             |
| Iransk kalender      | 905 – 906               |
| Islamisk kalender    | 933 – 934               |

Konge i Danmark: Frederik 1. 1523-1533
Se også 1527 (tal)

## Begivenheder
- 24. februar – Schleitheimer Artiklerne vedtages (gendøberbevægelsens kerne).
- Karl 5. tager kontrollen med Italien.
- Lutherdommen spreder sig til Sverige.

## Født
- Caspar de Robles statholder i Frisland og Groningen

## Dødsfald
- 21. juni – Niccolò Machiavelli.